# The Satin Woman
The Satin Woman è un film muto del 1927 scritto e diretto da Walter Lang. Prodotto dalla Gotham Productions, aveva come interpreti Dorothy Davenport (qui accreditata come Mrs. Wallace Reid), Rockliffe Fellowes, Alice White, John Miljan, Gladys Brockwell.

## Trama
La moglie del ricco sportivo George Taylor trascura marito e figlia per dedicarsi alla vita sociale e al lusso. Presa solo dai vestiti alla moda, affida la figlia Jean alle cure della governante. George incontra Mae, un'attraente vedova: i due sono attratti l'un l'altra, uniti anche dal medesimo senso di solitudine. Quando la moglie viene raggiunta dai pettegolezzi, ormai è troppo tardi per rimdediare: George ha deciso di divorziare.

Sono passati cinque anni. La signora Taylor, che ha rinunciato alla moda per dedicarsi alla figlia, salva la ragazza dal corteggiamento interessato di Maurice, un ballerino professionista, portandole via l'uomo e diventando la sua rivale. Quando Maria, la partner di Maurice, le spara, si riconcilierà con il marito e sua figlia si renderà conto del vero carattere di Maurice.

## Produzione
Il film fu prodotto dalla Gotham Productions.

## Distribuzione
Il copyright del film, richiesto dalla Lumas, fu registrato il 5 luglio 1927 con il numero LP24149.
Distribuito dalla Lumas Film Corporation, il film uscì nelle sale statunitensi il 24 luglio 1927. In Portogallo, venne distribuito il 9 giugno 1930 con il titolo A Dama de Cetim.

### Conservazione
Copie complete della pellicola (35 mm Nitrato Positivo, 35 mm Acetato Dupe Negativo) si trovano conservate negli archivi della Library of Congress di Washington.